# Манди, Дьюла
Дьюла Манди или Юлиус Мандель (венг. Mándi Gyula, 14 июля 1899, Будапешт — 18 октября 1969, Будапешт) — венгерский футболист, игравший на позиции защитника. Один из лучших венгерских футболистов в период между двумя мировыми войнами. 9-кратный чемпион Венгрии в составе клуба МТК. Лучший футболист Венгрии 1923 года. По завершении карьеры игрока футбольный тренер, в частности тренер сборной Израиля.

## Клубная карьера
Начинал карьеру в клубе «Ференцварош». В команде дебютировал 3 мая 1914 года в товарищеском матче. В чемпионате впервые сыграл 8 октября 1916 года в поединке с Кишпештом (1:0). За три сезона сыграл за команду 14 официальных матчей, из которых 11 в чемпионате Венгрии.
В 1919 году перебрался в сильнейшую команды страны— МТК, которая, на тот момент, четыре сезона подряд становилась чемпионом. Современники отмечали высокую скорость Манди, футбольный интеллект, а также его необычайную способность правильно выбирать позицию и умение читать игру. Дьюла сразу стал ключевым игроком клуба МТК, который, после его прихода, ещё шесть лет подряд не знал павных равных у себя в стране. В 1922 году австрийской журналист Вилли Майсль (брат знаменитого футбольного деятеля и тренера Гуго Майсля) называл МТК в числе трех сильнейших футбольных клубов Европы вместе с испанской «Барселоной» и чехословацкой «Спартой». В составе МТК в то время выступало целое созвездие знаменитых футболистов, среди которых: Ференц Платко, Имре Шлоссер, Дьердь Орт, Йожеф Браун, Золтан Опата, Вильмош Кертес, Дьюла Фелдманн, Альфред Шаффер, Бела Гуттманн и много других. В этой компании Манди также был одним из лучших, о чём свидетельствует его признание лучшим футболистом Венгрии в 1923 году.
В 1925 году Дьюла получил тяжелую травму, из-за которой пропустил больше года, в частности весь сезон 1925/26 и финал кубка Венгрии 1925 года. В результате операций у него одна нога стала короче другой. Последний матч в чемпионате до травмы Манди сыграл 8 мая 1925 года, а следующий 28 ноября 1926 года.
С введения профессионализма в футболе в 1926 году МТК получил приставку к названию «Венгрия». Клуб потерял единоличное лидерство в стране, сказалась смена поколений в команде. Тем не менее, из тройки лучших клуб не выходил, борясь за чемпионство с «Ференцварошем» и «Уйпештом». Успешной эта борьба стала для команды в 1929, когда «МТК» под руководством тренера Белы Ревеса на одно очко опередила «Ференцварош». В этом сезоне Манди сыграл во всех 22 матчах. Состав команды был уже не таким звездным как в начале 20-х, но известных во всей Европе игроков было: Ференц Хирзер, Дьердь Мольнар, Енё Кальмар и, конечно, Дьюла Манди.
В период с 1929 по 1935 год «МТК» завоевал лишь один трофей — Кубок Венгрии 1932 года. Финальный матч против «Ференцвароша» завершился ничьей 1:1, а переигровка принесло победу команде Манди 4:3. Сам Дьюла в это время оставался незаменимым игроком и одним из лидеров команды, хотя ему уже было за тридцать.
В 1927—1935 годах Манди сыграл 20 матчей в Кубке Митропы, престижном международном турнире сильнейших команд центральной Европы. В этом соревновании показатели «МТК» значительно скромнее, чем у «Ференцвароша» и «Уйпешта», которые по два раза одерживали победы в 1927—1939 годах. Клуб Манди лишь один раз дошёл до полуфинала соревнований в самом первом розыгрыше 1927 года.
Славной страницей в истории «МТК» стали чемпионаты 1936 и 1937 годов, когда клуб дважды подряд завоевывал чемпионство. Эти победы стали для Манди 8-ю и 9-ю в карьере. Несмотря на возраст, он оставался полезным команде. А в первенстве 1935/36 вообще сыграл в 25 матчах из 26. Более скромными являются его показатели в чемпионате 1936/37 — 7 матчей. По завершении этого сезона 38-летний Дьюла Манди завершил карьеру игрока.

## Выступления за сборную

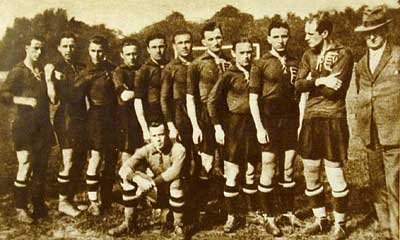
Сборная Венгрии 1924. Манди пятый справа

5 июня 1921 года дебютировал в официальных матчах в составе национальной сборной Венгрии в игре против сборной Германии (3:0). С того времени стабильно вызывался в сборную до 1924 года. В 20-х годах в составе «Уйпешта» выступали братья-защитники Карой и Йожеф Фогли, чья связка считалась одной из лучших в Европе. В сборной Манди как раз конкурировал с Йожефом Фоглем за место левого защитника, позиция Кароя Фогля была незыблемой. В нескольких матчах 1923 года тренеры сборной использовали альтернативный вариант, когда место находилось всем трем футболистам: брать Фогли играли в защите, а Манди в полузащите. На Олимпийских играх во Франции играла пара Дьюла Манди — Карой Фогль. Сборная Венгрии в первом раунде победила сборную Польши (5:0), а во втором неожиданно уступила скромной сборной Египта (0:3).
После упомянутой травмы Манди выпал из состава сборной. В 1925—1928 годах на его счету лишь 1 сыгранный матч. Возвращение на постоянной основе состоялось в 1929 году. Первое время Дьюла преимущественно выступал в паре с Йожефом Фоглем, ведь Карой уже завершил игровую карьеру. Когда же сборную покинул и Йожеф Фогль, Манди перенял у него капитанскую повязку.
Последний матч за сборную Манди сыграл в 1934 году. Сборная проводила матч отбора к Чемпионату мира против Болгарии (4:1). Всего на счету Дьюлы 32 матча за сборную, из которых 12 в роли капитана команды.
Манди удалось избежать депортации еврейского населения благодаря своему шурину, который был христианского происхождения и владел бумажной фабрикой. Эта фабрика во время немецкой оккупации была переоборудована на военные нужды немецкой армии. В 1942 году шурин оформил Манди документы на работу на своей фабрике.

## Тренерская карьера
С 1950 по 1956 год Манди работал в тренерском штабе сборной Венгрии. Был ассистентом Густава Шебеша, бывшего партнера по МТК. Ту сборную в Венгрии называют не иначе, как «Золотая команда», в составе которой выступали прославленные Ференц Пушкаш, Йожеф Божик, Шандор Кочиш, Нандор Хидегкути, Золтан Цибор, Дьюла Грошич. Команда в течение пяти лет не знала поражений, стала победителем Олимпийских игр 1952, а в 1954 году неожиданно проиграла финал Чемпионата мира сборной ФРГ (2:3).
В декабре 1953 года награждён орденом Труда «за прекрасные результаты, достигнутые в области технической подготовки сборной Венгрии по футболу» и за победу над сборной Англии в выездной товарищеской игре.
После сборной Манди перебрался в Бразилию, по следам ещё одного бывшего партнера по МТК Белы Гуттманна. Год провел в клубе «Америка».
С 1959 по 1963 год возглавлял сборную Израиля. Руководил сборной в 30 матчах. В частности в отборочных поединках к Олимпийским играм 1960, где Израиль сумел навязать в группе борьбу сборным Югославии и Греции, уступив в итоге югославам лишь по разнице мячей.
В 1960 году тренировал сборную на Кубке Азии, где израильтяне заняли второе место. Решающий матч финальной группы между хозяйкой и будущей победительницей турнира сборной Южной Кореи и сборной Израиля завершился поражением команды Дьюлы Манди 0:3. Матч несколько раз останавливался из-за беспорядков и давки на стадионе, в результате которых около 30 человек были ранены и погиб один человек.
Также руководил сборной Израиля в отборочных матчах к Чемпионату мира 1962. Израильтяне прошли сборные Кипра (1:1, 6:1) и Эфиопии (1:0, 3:2), но уступили Италии (2:4, 0:6).
Скончался Дьюла Манди 18 октября 1969 в Будапеште на 71-м году жизни.

## Достижения
Как игрок
- Чемпион Венгрии: 1919-20, 1920-21, 1921-22, 1922-23, 1923-24, 1924-25, 1928-29, 1935-36, 1936-37
- Серебряный призёр Чемпионата Венгрии: 1917-18, 1918-19, 1927-28, 1930-31, 1932-33
- Бронзовый призёр Чемпионата Венгрии: 1926-27, 1929-30, 1931-32, 1934-35
- Обладатель Кубка Венгрии: 1923, 1925, 1932
- Финалист Кубка Венгрии: 1935
- Лучший футболист Венгрии 1923

Как тренер
- Олимпийский чемпион: 1952
- Финалист Чемпионата мира: 1954
- Финалист Кубка Азии: 1960

## Статистика

### Клубные команды
| Клуб             | Сезон            | Чемпионат | Чемпионат | Чемпионат | Кубок Митропы | Кубок Митропы | Кубок Митропы |
| Клуб             | Сезон            | Лига      | Матчи     | Голы      | Турнир        | Матчи         | Голы          |
| ---------------- | ---------------- | --------- | --------- | --------- | ------------- | ------------- | ------------- |
| «Ференцварош»    | 1916/17          | Д-1       | 7         | 0         |               |               |               |
| «Ференцварош»    | 1917/18          | Д-1       | 2         | 0         |               |               |               |
| «Ференцварош»    | 1918/19          | Д-1       | 2         | 0         |               |               |               |
| «Ференцварош»    | Всього           | Всього    | 11        | 0         | -             | -             | -             |
| МТК              | 1919/20          | Д-1       | 20        | 0         |               |               |               |
| МТК              | 1920/21          | Д-1       | 24        | 0         |               |               |               |
| МТК              | 1921/22          | Д-1       | 18        | 0         |               |               |               |
| МТК              | 1922/23          | Д-1       | 21        | 0         |               |               |               |
| МТК              | 1923/24          | Д-1       | 22        | 0         |               |               |               |
| МТК              | 1924/25          | Д-1       | 20        | 2         |               |               |               |
| МТК              | 1925/26          | Д-1       | 0         | 0         |               |               |               |
| «МТК Хунгария»   | 1926/27          | Д-1       | 10        | 0         | КМ            | 4             | 0             |
| «МТК Хунгария»   | 1927/28          | Д-1       | 20        | 0         | КМ            | 3             | 0             |
| «МТК Хунгария»   | 1928/29          | Д-1       | 22        | 0         | КМ            | 2             | 0             |
| «МТК Хунгария»   | 1929/30          | Д-1       | 18        | 0         |               |               |               |
| «МТК Хунгария»   | 1930/31          | Д-1       | 21        | 0         | КМ            | 2             | 0             |
| «МТК Хунгария»   | 1931/32          | Д-1       | 15        | 0         |               |               |               |
| «МТК Хунгария»   | 1932/33          | Д-1       | 19        | 0         | КМ            | 1             | 0             |
| «МТК Хунгария»   | 1933/34          | Д-1       | 18        | 0         | КМ            | 5             | 0             |
| «МТК Хунгария»   | 1934/35          | Д-1       | 14        | 0         | КМ            | 3             | 0             |
| «МТК Хунгария»   | 1935/36          | Д-1       | 25        | 0         |               |               |               |
| «МТК Хунгария»   | 1936/37          | Д-1       | 7         | 0         |               |               |               |
| «МТК Хунгария»   | Всеого           | Всеого    | 314       | 2         | -             | 20            | 0             |
| Всего за карьеру | Всего за карьеру | -         | 325       | 2         | -             | 20            | 0             |